# Yamato Seimei Hoken
Yamato Seimei Hoken K.K. (jap. 大和生命保険株式会社, Yamato Seimei Hoken Kabushiki kaisha, kurz: Yamato Seimei; dt. „Yamato Lebensversicherungen Aktiengesellschaft“; engl. Yamato Life Insurance Company) war eine insolvente japanische Lebensversicherungsgesellschaft.

## Geschichte
Die Gesellschaft wurde 1911 als Nippon Chōhei Hoken K.K. (日本徴兵保険株式会社) gegründet. Diese benannte sich 1945 in Yamato Seimei um, zwei Jahre später wurde sie in eine Sōgo-gaisha („Versicherung auf Gegenseitigkeit“) umgewandelt.
2001 wurde die Azami Seimei Hoken K.K. (あざみ生命保険株式会社) geschaffen, um das Unternehmen wieder in eine Kabushiki-gaisha (Aktiengesellschaft) zu überführen. 2002 wurde dieser Schritt durch die Fusion von Azami und Yamato vollzogen.
Im Zuge der Finanzkrise ab 2007 nahm der Wert der von Yamato gehaltenen Wertpapiere rapide ab. Am 10. Oktober 2008 musste das Unternehmen beim Bezirksgericht Tokio Gläubigerschutz beantragen: die Verbindlichkeiten in Höhe von 269,5 Milliarden Yen (rund 1,9 Milliarden Euro) überstiegen die Vermögenswerte der Gesellschaft bereits um 11,5 Milliarden Yen.
Die Auszahlungen an Versicherte blieben nach Beginn des Insolvenzverfahrens zu 90 Prozent durch die „Schutzorganisation für Vertragsnehmer von Lebensversicherungen“ (生命保険契約者保護機構, seimei hoken keiyakusha hogo kikō, engl. Life Insurance Policyholders Protection Corporation of Japan, PPCJ) garantiert, einem Schutzfonds, der von den japanischen Lebensversicherungsgesellschaften getragen wird; allerdings wurde die Kündigung von Verträgen während des Verfahrens aufgeschoben.
Nach einem im März 2009 vorgestellten Restrukturierungsplan wurde Yamato in den amerikanischen Versicherungskonzern Prudential Financial integriert nahm seine Geschäfte im Juni 2009 als
Prudential Financial Japan Seimei Hoken K.K. (engl. Prudential Financial Japan Life Insurance Co., Ltd.) wieder auf.

## Eigentümer
Yamato Seimei war nicht börsennotiert. Größte Einzelaktionäre waren die eBank K.K. (イーバンク銀行) mit 6,4 Prozent der Aktien und die Kumiai Yamato Family Club (組合大和ファミリー倶楽部).